# Senez
Senez är en kommun i departementet Alpes-de-Haute-Provence i regionen Provence-Alpes-Côte d'Azur i sydöstra Frankrike. Kommunen ligger  i kantonen Barrême som ligger i arrondissementet Digne-les-Bains. År 2022 hade Senez 156 invånare.

## Befolkningsutveckling
Antalet invånare i kommunen Senez
Referens: INSEE